# 三棵树大街街道
三棵树大街街道是中国黑龙江省哈尔滨市道外区下辖的一个街道，位于道外区东部。

## 行政区划
下辖以下地区：
三机社区、东直社区、圣中社区、天恒社区、三棵树社区和泰祥社区。